# M. Blaine Peterson

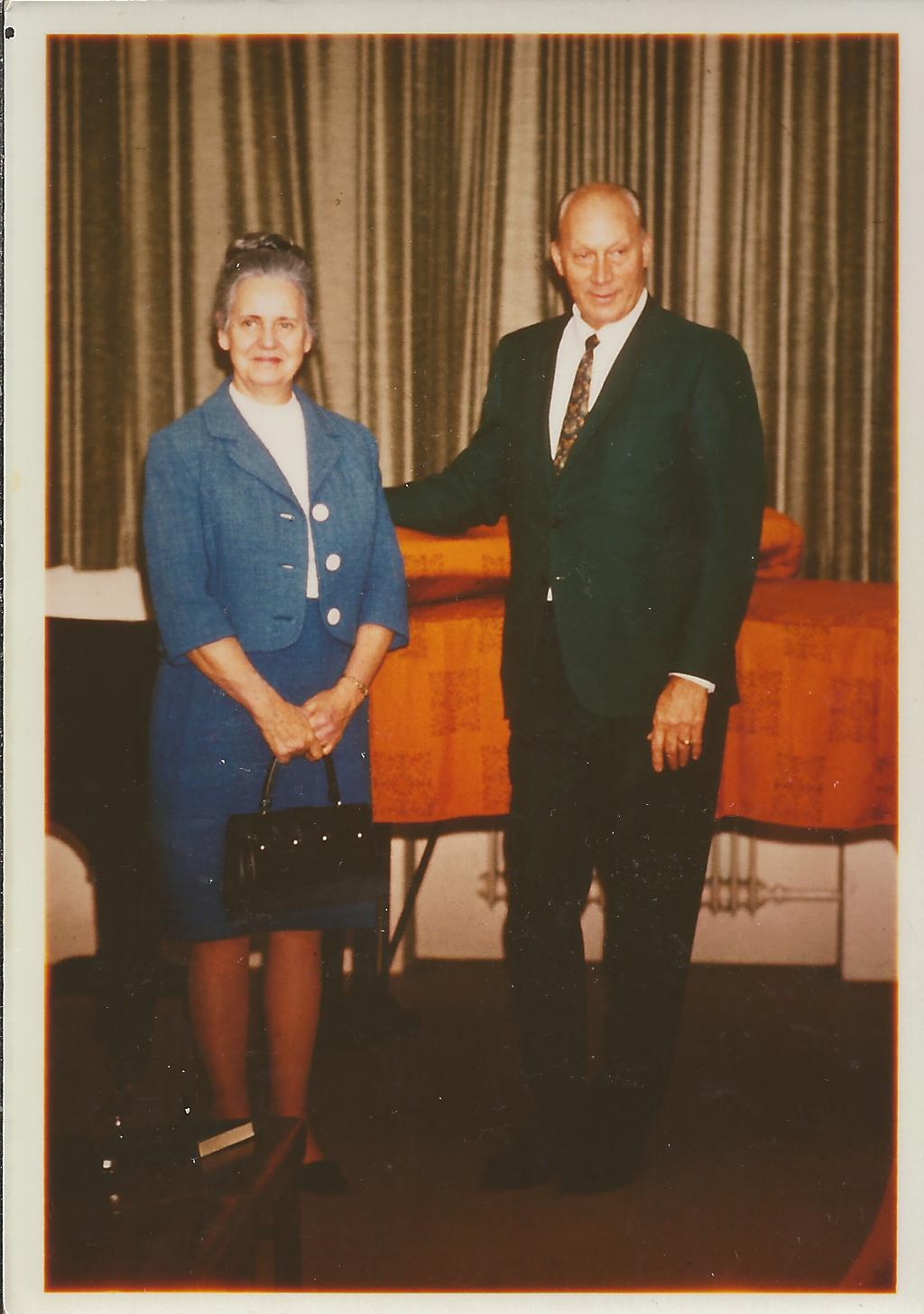
M. Blaine Peterson mit seiner Ehefrau (1971)

Morris Blaine Peterson (* 26. März 1906 in Ogden, Utah; † 15. Juli 1985 ebenda) war ein US-amerikanischer Politiker. Zwischen 1961 und 1963 vertrat er den ersten Wahlbezirk des Bundesstaates Utah im US-Repräsentantenhaus.

## Frühe Jahre
Blaine Peterson besuchte die öffentlichen Schulen seiner Heimat. Danach studierte er bis 1931 die University of Utah. Daran schloss sich bis 1938 ein Jurastudium an der juristischen Fakultät der Georgetown University an. Nach seinem Abschluss arbeitete Peterson für einige Zeit für Eugene E. Pratt, einen Richter am Obersten Gerichtshof von Utah. Seit 1941 war er als selbständiger Rechtsanwalt tätig.

## Aufstieg zum Kongressabgeordneten
Peterson wurde Mitglied der Demokratischen Partei. Von 1955 bis 1957 war er Mitglied des Parlaments von Utah. Außerdem wurde er Bezirksstaatsanwalt im Weber County. 1960 wurde er im ersten Wahlbezirk von Utah, zeitgleich mit der Wahl des Demokraten John F. Kennedy zum US-Präsidenten, in das US-Repräsentantenhaus gewählt, wo er am 3. Januar 1961 den Republikaner Henry Aldous Dixon ablöste. Da Peterson schon bei der nächsten Wahl dem Republikaner Laurence J. Burton unterlag, konnte er bis zum 3. Januar 1963 nur eine Legislaturperiode im Kongress absolvieren.

## Weiterer Lebenslauf
Nach dem Ende seiner Amtszeit im Kongress wurde Peterson 1963 Berater des Direktors des Programms „Lebensmittel für Frieden“ (Food for Peace). Von 1968 bis 1969 war er Mitglied der Great Salt Lake Authority. Er war außerdem Vorsitzender der Vereinigung der Steuerzahler im Weber County.